# Srbuk
Srbuk, de son vrai nom Srbuhi Sargsyan (en arménien : Սրբուհի Սարգսյան), née le 3 avril 1994, est une chanteuse arménienne. Elle a été révélée à la suite de sa participation à la version arménienne de The X Factor, lors de la première saison, dont elle a terminé à la deuxième place. En 2018, elle participera à la huitième saison de The Voice of Ukraine, dont elle terminera quatrième lors de la finale. Elle a été sélectionnée pour représenter l'Arménie au Concours Eurovision de la chanson 2019, à Tel Aviv en Israël.

## Jeunesse et débuts
Srbuhi Sargsyan naît le 3 avril 1994 à Erevan, capitale de l'Arménie. Elle a étudié au Conservatoire Komitas d'Erevan, où elle a appris à jouer du kanoun,.

## Carrière
En 2010, Srbuk passe une audition pour la version arménienne de The X Factor. Elle y interprète Soon We'll Be Found de Sia. Elle intègrera l'équipe du juré Garik Papoyan, et terminera à la deuxième place. En 2012, elle forme son groupe, Allusion. En 2014, elle fait un featuring sur le single de Garik Papoyan Boat, une chanson qui fera partie de la bande-son du film Лёгок на поми́не.

En 2016, Srbuk sort son premier single, Yete Karogh Es. En 2018, elle participe à la huitième saison de The Voice of Ukraine (ukrainien : Голос Країни). Elle rejoindra l'équipe du coach Potap, qui l'emmènera jusqu'en finale, où elle se classera quatrième.

En 2018 toujours, il est annoncé qu'elle serait la représentante de l'Arménie au Concours Eurovision de la chanson 2019. Quelques mois après avoir été annoncé comme la chanteuse arménienne à l'Eurovision, sa chanson Walking Out est rendue publique. 

## Discographie

### Singles

#### En tant que chanteuse principale
- 2016 ― Yete Karogh Es[3]
- 2018 ― Half A Goddess[5]
- 2019 ― Walking Out

#### En tant que featuring
- 2014 ― Boat (Garik Papoyan feat. Srbuk)[6]
- 2018 ― Let Me Down (Hamik Ashot feat. Srbuk)[7]